# 武野要子
武野 要子（たけの ようこ、1929年10月17日 - 2021年12月19日）は、日本の経済学者。専門は日本経済史。福岡大学教授、兵庫大学教授を経て、福岡大学名誉教授。博多を中心とした東アジア海域の交流を明らかにし、博多商人を通して近世の貿易史を研究。博多学の展開に大きな影響を与える。
2004年に福岡県文化賞、2005年に西日本文化賞を受賞。経済学博士。

## 来歴
静岡県に生まれる。3歳より母の実家がある長崎市で育ち、県立長崎高等女学校、活水女子専門学校（現、活水女子大学）英文科を経て、1953年九州大学経済学部卒業。九州大学大学院では日本経済史を専攻。天草の豪商石本勝之丞関連の「石本家文書」を研究し「薩摩藩琉球貿易と貿易商人石本家の関係」(1956年、九州経済論集）など3本の論文を発表。
その後は九州商科大学（現、九州産業大学）商学部講師(1960-1966)。
1967年4月より福岡大学商学部貿易学科設置に伴い同大商学部初の女性助教授（一般商業史、日本商業史、貿易史）として採用される。
1970年4月より 同大教授。1973年5月より全国紙に「筑前古ばなし」を6年間67回連載。1982年『福岡県史』の編纂委員として櫛田神社の史料の調査、整理に携わる。1997年4月より福岡県女性史編纂委員会の座長として『福岡県女性のあゆみ－光をかざす女性たち』(1993年、西日本新聞社)を発行。1999年3月に福岡大学を退職、4月より名誉教授となる。
1999年4月より兵庫大学教授（日本経済史、日本商業史）。現在、経済史学会会員（1995年4月-）、社会経済史学会評議員(1990年4月-)。
2021年12月29日、死去。

## 著書
- 『長崎・平戸 日本の古地図14』講談社、1977
- 『藩貿易史の研究』ミネルヴァ書房、1979
- 『博多の豪商』葦書房、1980
- 『博多と長崎 風土記経済史』1990 私家版
- 『商人群像』黎明出版、1991
- 『博多町人 栄華と経営手腕』中央経済社、1992
- 『西日本人物誌9 神屋宗湛』西日本新聞社、1998
- 『悲劇の豪商 伊藤小左衛門』石風社、1999
- 『博多－町人が育てた国際都市』岩波新書、2000
- 『海商の夏 武野要子聞書 博多学をみつめて』聞き手嶋村初吉、西日本新聞社 2004